# Merciera tenuifolia
Merciera tenuifolia là loài thực vật có hoa trong họ Hoa chuông. Loài này được (L.f.) A.DC. mô tả khoa học đầu tiên năm 1830.